# Marija z jerebicami
Marija z jerebicami ali Počitek na begu v Egipt je slika olje na platnu iz leta 1632 Anthonisa van Dycka, z živalmi, ki jih je naslikal Paul de Vos. Zdaj je v muzeju Ermitaž v Sankt Peterburgu v Rusiji.

## Zgodovina, opis in analiza
Kot pri svoji obravnavi iste teme iz leta 1630 se umetnik tudi tukaj opira na srednjeveško legendo, ki temelji na evangeliju po Mateju Mt 2,13 in Psevdo-Mateju 20. Naročilo jo je antwerpenska »Sodality of Bachelors« (bratovščina, posvečena Devici Mariji, ki so jo vodili jezuiti), z več zelo specifičnimi zahtevami, da se v delu pojavijo alegorije. Obilica simbolike, povezane z Marijo, spremeni epizodo iz Kristusovega življenja v temo, povezano predvsem s kultom Device Marije.
Razlaga svetopisemske zgodbe o begu Jožefa z Devico Marijo in detetom Kristusom v Egipt sega v apokrifni evangelij po psevdo Mateju, ki je to legendo okrasil s številnimi podrobnostmi. Na Van Dyckovi sliki počivajoči prizor svete družine dopolnjuje podoba angelov, ki s hrupnimi, veselimi plesi zabavajo Kristusa – motiv, ki je v slikarstvo prišel konec 15. stoletja. Umetnik je prizoru dal zemeljski, posvetni značaj in ga obogatil z vrsto alegoričnih prvin. Sončnica, ki se dviga v središču nad likom Matere božje, poudarja notranji, duhovni pomen celotne podobe – božansko bistvo Marije kot brezmadežne Device. Papiga, ki sedi na veji levo od Madone, ima enak pomen. Odletele jerebice, ki so po Ikonologiji Cesareja Rippe simbol razuzdanosti, nakazujejo, da Marijina čistost vse grešnike spravlja v beg. Med sadeži, ki jih je umetnik upodobil ob nogah Matere Božje, izstopa granatno jabolko - alegorični simbol čistosti, nedolžnosti in vstajenja hkrati. Jablana, ob vznožju katere se nahaja sveta družina, simbolizira izvirni greh, ki ga je premagala Marija, bele vrtnice, ki jih vidimo za drevesom, pa so poleg lilije atribut Marije in poosebljajo ljubezen, lepoto in veselje.

## Izvor
Katarina Velika je kupila sliko in več drugih del van Dycka in drugih slikarjev iz Walpolove zbirke v Houghton Hallu leta 1779, zaradi česar je postala eno najopaznejših umetnikovih del v Rusiji v času Puškina, ki se je nanjo skliceval pri opisu Jevgenija Onjegina o videzu Olge Larine, ki ga je delil s svojim prijateljem Lenskim: »Olgine poteze nimajo življenja / Natanko tako kot Vandykova [sic] Madona. / Je okrogla, rdečelika, kot ta neumna luna / Na tem neumnem nebu«. Vendar še ni bilo dokazano, da je to delo bolj kot Rafaelova Sikstinska Madona povezano s Puškinovo pesmijo Madona (»Ni veliko slik starih mojstrov«).